# 삼국시대의 교육
삼국 시대의 교육은 고구려, 백제, 신라의 교육을 다루며, 신라가 삼국을 통일하기 이전까지의 교육활동을 의미한다.
한국 교육사에서 삼국 시대의 교육은 매우 독특하다고 할 수 있다. 삼국 시대 교육은 대체로 ‘문무의 균형’, ‘심신의 조화’, ‘지덕체의 교육’으로 구성되어 있었다고 말할 수 있다. 이러한 측면은 삼국 시대 이후 한국 교육의 흐름에서는 찾아보기 힘들다. 이와 같은 특성은 삼국의 경쟁이라는 시대적 상황에 대응하기 위해 나타난 것으로 볼 수 있다. 문무의 균형을 추구한 삼국의 교육활동은 삼국의 교육에 대한 중국의 영향력이 그리 강하지 않았다는 것을 시사하기도 한다.
한편, 이 시기의 교육과 교육활동에 대한 사료가 남아있기는 하지만 상세한 내용을 파악할 수 있을 정도의 수준은 아니기 때문에 당시의 사회상을 고려하여 교육활동의 양상을 추정하여야 할 필요가 있다. 삼국 시대의 교육에 대해서는 공식적인 제도 교육에 대한 사료만 남아 있어서 비공식적인 교육에 대해서 정확히 알기는 힘들지만, 당시 일상에서 종교가 차지한 비중을 고려할 때 종교가 당대인들의 정신세계와 교육활동에 미친 영향역을 결코 과소평가해서는 안될 것이다.

## 시대적 특징
종전의 부족국가들을 병합한 고구려, 백제, 신라 삼국은 보다 광범위한 고대국가 체제로 변모하기 시작했다. 이들은 고대국가의 면모를 갖추기 위해 역사서를 편찬하고 율령을 반포하였으며, 각 부족들이 독자적으로 견지하던 상이한 사상들을 통할하기 위해 불교를 수용하였다. 그런데 역사서 편찬, 율령 반포는 대중들의 문해능력이 있을 때 의의를 가질 수 있는 것이기 때문에, 각국은 학교나 학교와 비슷한 교육 조직을 운영할 필요가 있었다.
한편, 삼국 시대에는 고구려, 백제, 신라가 서로 세력 균형을 이루고 있는 상태로서 언제 전쟁이 일어날지 모르는 위기상황이었다. 삼국의 교육에는 이러한 시대적 상황이 그대로 반영되어 있다. 청소년 수양단체와 교육 내용에서의 문무 균형이 그러한 특징을 보여준다. 이 때문에 삼국 시대는 한국 교육 역사상 가장 개성적이고 독창적인 교육 활동을 보여준다.
삼국의 교육에서는 삼국 간의 보편성과 함께 각 국가만의 특수성 또한 발견할 수 있다. 모든 교육이 시대·사회적 산물임을 고려할 때, 이는 곧 삼국의 상황이 서로 비슷하면서도 다른 측면을 동시에 가지고 있었음을 의미하는 것이다. 또한 삼국 시대 이전에도 각 부족마다 고유의 교육이 이루어졌을 가능성을 보여주기도 한다.

## 고구려의 교육

### 태학
태학은 소수림왕 2년(372)에 설립되었으며 기록상 한국 최초의 학교라는 교육사적 의의를 갖는다. 그러나 문헌에는 태학을 설립했다는 것 이외에는 어떠한 것도 나타나 있지 아니하다. 태학은 명칭으로 볼 때 중국 동진의 학교제도를 모방한 것으로 여겨진다. 당시 동진에서는 일찍이 태학을 운영하고 있었고, 또한 동진과 고구려가 긴밀한 외교관계를 유지하고 있었다는 점을 고려할 때 고구려의 태학은 동진의 것을 참고했을 가능성이 크다. 동진과 마찬가지로 고구려 태학의 입학 대상 역시 귀족층이었을 것으로 보인다. 그런데 이들이 신분상 장차 관료가 될 것이었기 때문에 태학은 관료양성기관이었을 것으로 여겨진다.
《구당서》에 의하면 당시 고구려에는 5경과 같은 유교경전, 사기, 한서, 후한서, 삼국지, 진춘추(晉春秋)같은 역사서, 옥편, 자총(字總), 자림(字林)과 같은 한자사전, 문선과 같은 문학서적이 있었던 점으로 미루어 보아 이들 서적이 태학의 교재였음을 짐작해 볼 수 있다. 태학의 교원 명칭은 ‘박사’였던 것으로 보이는데 이는 중국의 고구려 관련 사료에도 ‘태학박사’라는 직함이 보이며, 《삼국사기》에도 태학박사라는 명칭이 등장하는 점에서 추론할 수 있다.
그런데 고구려에는 태학과 함께 ‘국자학’이라는 학교도 있었던 것으로 보인다. 당시 중국의 동진이 385년 국자학을 설립하여 태학·국자학의 양학제도를 운영했으며, 이후에 고구려가 관계한 중국의 남·북조 역시 양학제도를 운영했기 때문이다. 이러한 고구려의 양학제도는 문헌상에도 나타나 있는데, 《한원》의 고려기에 의하면 ‘국자박사와 태학박사가 있어……’라는 내용이 있다. 이러한 여러 가지 정황들을 고려할 때 고구려에는 태학 이외에도 병렬적인 학교로서 국자학이 존재했을 가능성이 크다.

### 경당
고구려에는 태학 이외에 경당이라는 또 하나의 교육 기관이 있었다. 경당의 성격은 아래의 문헌 기록들에서 쉽게 이해할 수 있다.
| “ | 풍속이 서적을 좋아하여, 누추한 문에 땔나무를 해서 사는 집에 이르기까지 각기 네 거리에 커다란 집을 짓고 이를 일컬어 경당이라 하는데, 자제들이 결혼하기 전까지 밤낮으로 여기서 독서와 활쏘기를 한다. | ” |

| “ | 사람들은 배우기를 좋아하여 가난한 마을에서 땔나무를 팔아 살아가는 집에 이르기까지도 부지런히 배우는 것에 힘쓰며, 네 거리 옆에 위엄을 갖춘 집을 지어 경당이라 부르고, 자제들 가운데 미혼인 자들이 무리지어 머물면서 경서를 외우고 활쏘기를 익힌다. | ” |

경당은 지방에 설립된 학교로서 고구려의 곳곳에 경당이 존재하였다. 그런데 경당에서 교육 받는 대상이 누구였는가 하는 점에 유의할 필요가 있다. 우선 위 기록들에서 등장하는 미혼자는 단순히 결혼을 하지 아니한 자라기보다는 청소년층으로 이해하는 것이 적절할 것이다. 그런데, 경당에 입학할 수 있는 자들의 신분에 대해서도 면밀히 검토할 필요가 있다. 기록에 의하면 가난한 사람들이 경당에 재학했다는 점으로 미루어보아 경당이 평민 대상의 교육기관이라고 단정할 수도 있을 것이다. 그러나 이러한 단정은 귀족을 위한 별도의 교육기관의 존재에 대해서도 상정해야 한다는 문제점을 안고 있는데, 이러한 별도의 교육기관에 대한 기록은 없다. 따라서 경당은 지방의 귀족과 평민 모두를 취학대상으로 하는 교육기관이라고 보는 것이 합리적일 것이다.
한편, 경당의 교육내용들을 고려할 때 경당은 관학이었던 것으로 여겨진다. 독서와 활쏘기, 즉 문무병행의 교육내용은 당시 고구려가 처해 있었던 시대적 상황, 즉 중국·백제·신라와 대치하고 있음으로 해서 언제 있을지 모르는 전시에 대비해야만 하는 그러한 시대적 배경과 관련이 있다. 이처럼 국가의 유사시에 대비하는 교육은 국가에서 해야 하고 또 국가가 주도했을 때 가능할 수 있는 일이라는 점에서 경당은 당연히 관학으로 간주되어야 할 것이다.
경당의 위와 같은 특징들은 신라의 화랑도의 특징들과 대단히 유사하다. 신라의 화랑도도 귀족에서 평민에 이르는 다양한 계급을 수용하였고 문무겸비의 교육을 하였기 때문이다. 다시 말해서 이 둘은 국가의 위기 상황에 대비하기 위해 귀족과 평민을 통괄하여 문무의 균형을 중시하는 관 주도의 청소년 생활공동체였던 것이었던 것이다.

## 백제
백제의 교육에 대해서는 직접적인 사료가 전무하다시피 하기 때문에 그 실제를 파악하는 것은 매우 어려운 작업이다. 그나마 중국의 제한적인 사료를 참고하여 백제 교육의 모습을 추측해 볼 수만 있는 것이다.
먼저 백제에 학교 또는 이와 유사한 교육기관이 있었음을 시사하는 단서로는 백제에 ‘박사’라는 호칭이 있었다는 점이다. 박사는 원래 중국에서 유교경전의 연구와 교육을 담당했던 학관(學官)의 일종인데, 학관이 있었다는 것은 곧 교육기관이 있었음을 의미하는 것이다. 따라서 당시 백제의 기록에서 박사라는 호칭이 자주 발견되고 있다는 점은 당시에 백제에 학교가 있었을 개연성이 충분히 있음을 보여준다. 이와 함께 교육을 관장하는 정부 기관인 사도부(司徒部)와 교육 장관의 직무를 담당하는 내법좌평이 있었던 사실도 백제에 교육기관이 있었음을 추정하는 중요한 준거로 된다.
또한 박사라는 호칭은 백제의 교육내용을 짐작해 볼 수 있게 한다. 여기서 박사는 곧 5경박사를 의미하는 것인데, 이는 백제에서 5경을 주요 교육과정으로 채택했음을 시사한다. 또한 일본에 초빙되어 건너간 아직기가 《일본서기》에 ‘경전을 해독할 수 있는 자’로 기록되어 있는 점으로 볼 때도 백제에서는 5경에 대한 체계적인 교육이 이루어졌음을 짐작해 볼 수 있다. 이와 함께 일본의 《고사기》에 왕인이 일본으로 건너올 때 《논어》와 《천자문》을 휴대하였다는 기록과 《구당서》 백제전에 ‘그 나라의 서적 가운데는 5경 및 자(子), 사(史)가 있다.’라는 기록들을 종합해 볼 때 백제의 교육내용은 5경 이외에도 천자문, 사상문, 사서 등이 있었음을 생각해 볼 수 있다.
그런데 백제의 교육내용과 관련하여 주목할 만한 것은 《북주서》 백제전에 등장하는 ‘백제인들은 말타기와 활쏘기를 즐겼으며, 아울러 고서나 사서 읽기를 좋아하였다. 그 가운데 뛰어난 자는 작문과 시작에 능통하였다.’라는 기록이다. 이는 백제가 서적 중심의 교육뿐만 아니라 무술교육도 중시했음을 의미한다. 이러한 문무 겸비의 교육은 삼국의 대치상황을 반영한 것이라 볼 수 있다. 이 밖에도 백제에는 의(醫), 역(易), 역(歷) 등을 담당하는 전업박사 제도가 있었는데, 이것은 잡학교육도 실시되고 있었음을 의미한다.
위와 같은 백제에서 실시된 문·무·잡학 교육은 교육 제도가 상당히 발전했을 때 나타나는 것으로, 백제에 어떤 식으로든 학교나 그와 비슷한 교육기관이 있었음을 확신해 볼 수 있다.

## 신라
신라는 고구려나 백제에 비해서 학교 설립이 늦었다. 그렇다고 해서 신라가 이 두나라에 비해 교육상의 발달이 늦었다고는 볼 수 없다. 신라에는 일찍부터 학교가 아닌 신라 고유의 교육제도인 화랑도가 있었다. 화랑도가 신라의 기간 교육제도라고 하는 것은 김대문이 저술한 《화랑세기》의 아래와 같은 구절을 통해서 확인할 수 있다.
| “ |  | ” |

이처럼 화랑도는 신라가 필요로 하는 인재들을 양성해 냈던 제도로서 당시 중국식의 학교제도와는 사뭇 다른 형식이었다.
이러한 화랑도의 원형은 “원화제도”였다. 이 제도의 특징은 집단의 지도자가 여성이었다는 점인데, 가장 잘 알려진 원화로는 ‘남모’와 ‘준정’이 있다. 기록에 의하면 준정이 남모를 시기하여 살해하는 사건이 발생하는데, 이 일로 준정 역시 사형에 청해지고 집단의 무리들은 뿔뿔히 흩어지게 되었다고 한다. 이를 계기로 여성 대신에 남성을 우두머리로 삼는 제도로 개편되게 되었으며, 그들이 바로 화랑이었고 이들이 이끄는 집단이 화랑도였던 것이다.
화랑도는 본래 자생 집단이었던 것으로 보인다. 당시에는 마을마다 청소년 공동체 집단이 있었는데, 이 집단은 특정한 사람이 모범인이 되어 그를 중심으로 행실을 모방하게 하는 수양단체의 성격을 띠었다. 초기의 화랑도들 간에는 서로 연계성이 없었지만, 진흥왕 37년(576)에 들어 국가적 차원에서 조직화하여 화랑도를 성립시켰다. 이 조직의 우두머리는 국선(國仙)화랑을 두고 그 밑에 화랑도들을 두었고, 각 화랑도에서는 한 명 또는 여러 명의 화랑이 수백 또는 수천 명의 낭도를 통솔하였다.
화랑이 되기 위한 조건은 “수려한 외모를 갖추고, 올바른 행실을 하며, 귀족신분이면서 14세에서 18세 사이”의 남성이었다. 특히 화랑이 되기 위한 조건으로서 귀족 신분이 요구되었던 것은 평민인 낭도들을 통솔하기 위해서 지도자가 우월한 신분이어야 할 뿐만 아니라 일정 정도의 경제적 부담을 스스로 질 수 있어야 했기 때문이었던 것으로 여겨진다.
《삼국사기》에는 화랑도의 교육 내용에 대하여 아래와 같은 내용이 기술되어 있다.
| “ | 혹은 서로 도의를 닦고, 혹은 서로 노래와 음악을 즐기고 산수를 돌며 놀았는데 아무리 먼 곳이라고 해도 가지 않은 데가 없었다. 이를 통해 그 사람됨이 나쁜지 좋은지를 알아내어 좋은 사람을 택하여 조정에 천거하였다. | ” |

위 기록에서 화랑도에서는 도의교육을 중시했음을 짐작할 수 있는데, 도의교육은 세속오계에 의해서 이루어졌다. 세속오계의 사군이충, 사친이효, 교우이신은 유교의 영향을 받은 조항이라고 할 수 있으며, 임전무퇴와 살생유택은 불교적 덕목이라고 볼 수 있다. 이 다섯 가지 중 주목할 만한 덕목은 임전무퇴로 이는 불국토 사상과 연관되어 있는 것으로 보인다. 당시 신라인들은 신라 땅을 불국토라 여겼는데, 이 때문에 신성하고 존엄한 국가인 불국토를 지키기 위한 임전무퇴 사상이 나온 것이다. 살생유택 또한 비슷한 맥락에서 이해 할 수 있다.
화랑도는 이와 같은 도의교육과 함께 음악을 통한 상호간 유대의식 강화, 국토순례를 통한 심신수양 등이 주를 이루었다. 특히 국토순례는 화랑들로 하여금 자신들 땅이 신성한 불국토임을 확인시킴으로써 애국심을 갖게 하려는 의도에서 이루어진 것이라고 볼 수 있다.

## 같이 보기
- 한국 고대의 교육
- 삼국 시대 이전의 교육
- 통일신라의 교육